# Anna Records
Anna Records est un label discographique américain, anciennement basé à Détroit, dans le Michigan, actif entre 1959 et 1961. Il est fondé par les sœurs Anna Gordy et Gwen Gordy, et Roquel Billy Davis. Gordy et Davis composèrent différents succès pour Jackie Wilson et Etta James avant de fonder ce label.

## Histoire
Anna Recors enregistre des artistes comme David Ruffin, futur leader du groupe The Temptations, Joe Tex, Johnny Bristol et son partenaire Jackey Beavers, le producteur/compositeur à succès du label Motown Lamont Dozier, Herman Griffin et Marvin Gaye comme batteur pour le label. Anna Records est surtout connu pour avoir sorti le premier succès de Soul Motown à l'échelle nationale aux États-Unis, Money (That's What I Want) de Barrett Strong, qui atteindra la première place des classements RnB au début des années 1960.
Les autres œuvres du label ne connurent plus de succès après celui-ci et en 1961, Anna Records est absorbé par le Berry Gordy, frère de Gwen et Anna, dans le label Motown et tous les artistes du label mort signent chez Motown. Gaye, en particulier, devint un artiste solo.
Ruffin et son frère, Jimmy Ruffin, enregistrèrent aussi pour ce label. Après la fin du label, Anna Gordy rejoint l'équipe du label Motown chargé de l'écriture des textes. Quant à Gwen qui se séparera plus tard de Davis continua ses activités et créera un partenariat avec le chanteur Harvey Fuqua avec qui elle se maria. Le couple créera plus tard les labels Harvey Records et Tri-Phi Records. Ces deux labels furent absorbés par Motown en 1963. Gwen et Harvey rejoignirent plus tard l'équipe d'écriture du label Motown.
Davis connut le succès en devenant écrivain pour le label Chess Records.